# Allotalanta autophaea
Allotalanta autophaea ist ein Schmetterling (Nachtfalter) aus der Familie der Prachtfalter (Cosmopterigidae).

## Merkmale
Die Falter erreichen eine Flügelspannweite von 19 bis 20 Millimeter. Der Kopf ist ockerfarben weiß und hinten fahl ockerfarben. Die Fühler sind graubraun. Die Labialpalpen sind ockerfarben, lang, zylindrisch und zurückgebogen. Thorax und Tegulae sind graubraun gefärbt. Die Vorderflügel sind auf glänzend ockerfarbenem Grund fein graubraun gesprenkelt. Die Hinterflügel sind fahl ockerfarben und haben auch fahl ockerfarbene Fransenschuppen. Das Abdomen ist graubraun.
Bei den Männchen sind die Brachia gabelförmig, wobei der innere Arm schlanker und doppelt so lang ist wie der äußere. Die Valven sind kurz und breit, der Cucullus ist abgerundet, der ventrale Rand ist leicht konkav. Die Valvellae sind ungefähr 3/4 so lang wie die Valven. Sie verjüngen sich distal und haben eine hakenförmige Spitze. Der Aedeagus ist sehr lang und windet sich schleifenförmig. Der distale Teil ist sklerotisiert und hat eine stumpfe Spitze. Der proximale Teil ist membranös und hat an der Innenseite einen sklerotisierten Rand. Die Cornuti sind nadelförmig und in einem langen, sich verjüngendem Band angeordnet. Das 8. Tergit ist sklerotisiert und gabelt sich distal. Die beiden Endglieder sind mit einem Borstenbüschel versehen. Das 8. Sternit ist mit Borstenbüscheln versehen. Diese sind in der Mitte des Segmenthinterrandes klein und auf dem Höcker in der Mitte des Segments doppelt so groß.
Die Genitalarmatur der Weibchen wurde bisher nicht beschrieben.

## Verbreitung
Allotalanta autophaea ist in der Türkei beheimatet.

## Lebensweise
Zur Lebensweise der Art ist bisher nicht bekannt. Falter wurden im Juni gesammelt.